# Rue du Saphir (Bruxelles)
Pour les articles homonymes, voir Rue du Saphir.
La rue du Saphir (en néerlandais : Saffierstraat) est une rue bruxelloise de la commune de Schaerbeek qui va de l'avenue Milcamps au boulevard Auguste Reyers en passant par l'avenue Eugène Plasky.
Le saphir est une pierre précieuse ; ce minéral est une variété de la famille minérale corindon. La variété rouge du corindon est le rubis, la couleur rouge est due aux traces d'oxyde de chrome. L'utilisation du mot saphir seul est uniquement réservée à la variété bleue.
D'autres rues du quartier portent le nom de pierres précieuses ou de pierres fines :
- avenue du Diamant
- avenue de l'Émeraude
- avenue de l'Opale
- avenue de la Topaze

## Adresses notables
- no 15 : CCAC + UNDA
- nos 27-29 : maison de repos Saphir Accueil